# 水原明泉
水原 明泉（みずはら・めいせん）は、日本の女優。同じく女優の水原ゆう紀の妹
1977年、曽根中生監督の『不連続殺人事件』に出演。
『不連続殺人事件』に参加した荒井晴彦（後の日本映画大学教授）によると、水原が脱ぐのを嫌がって駄々をこねたところ、荒井が説得役を任命されたという。水原は「風呂場までついてきて」と荒井に言い、彼はその通りにしたが、彼女を待っている間にそこで寝てしまったという。

## 出演作
- 不連続殺人事件（ATG、1977年）　歌川珠緒・役